# (27949) Jonasz
(27949) Jonasz est un astéroïde de la ceinture principale.

## Description
(27949) Jonasz est un astéroïde de la ceinture principale découvert le 8 juillet 1997 par le programme OCA-DLR Asteroid Survey à l'observatoire de Caussols.  Sa dénomination provisoire était 1997 NU4.
Il est nommé d'après Michel Jonasz, auteur-compositeur-interprète et acteur français, né en 1947.